# Cratere Hala
Hala è un cratere sulla superficie di Marte.
Il cratere è dedicato a Hala, una città del Pakistan.